# Komenda Rejonu Uzupełnień Radom

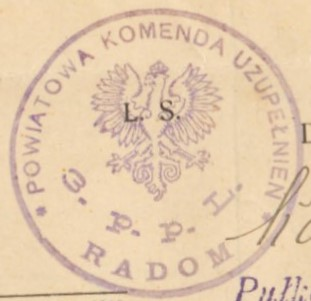
Odcisk pieczęci PKU 3 pp Leg.

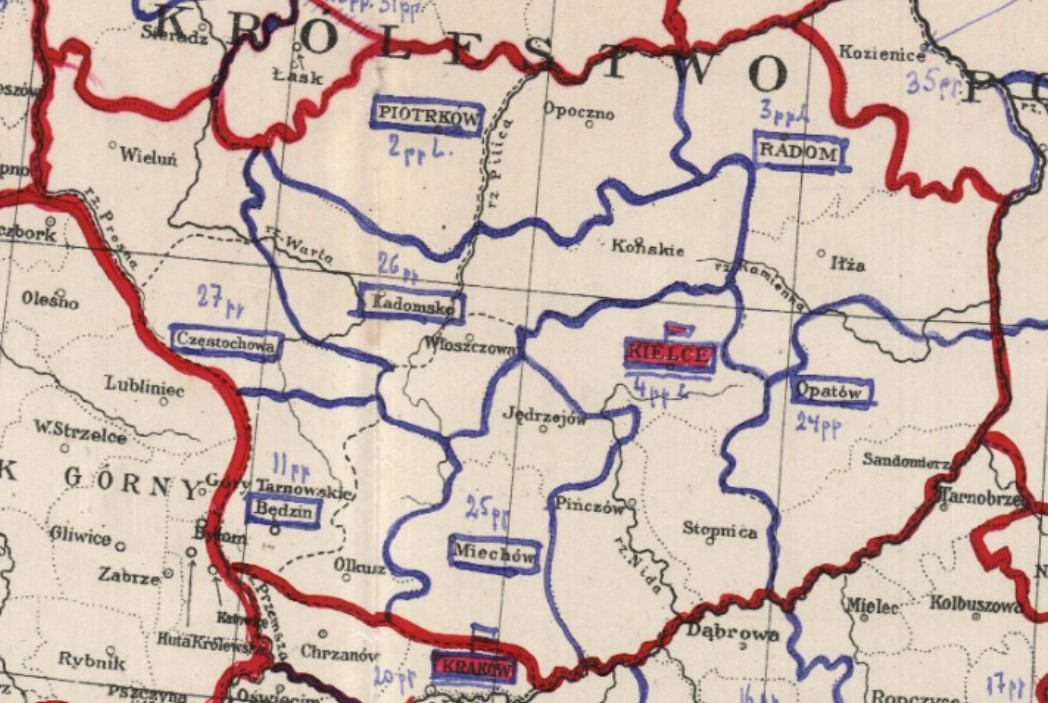
Granice PKU 3 pp Leg. w ramach Okręgu Generalnego Kielce

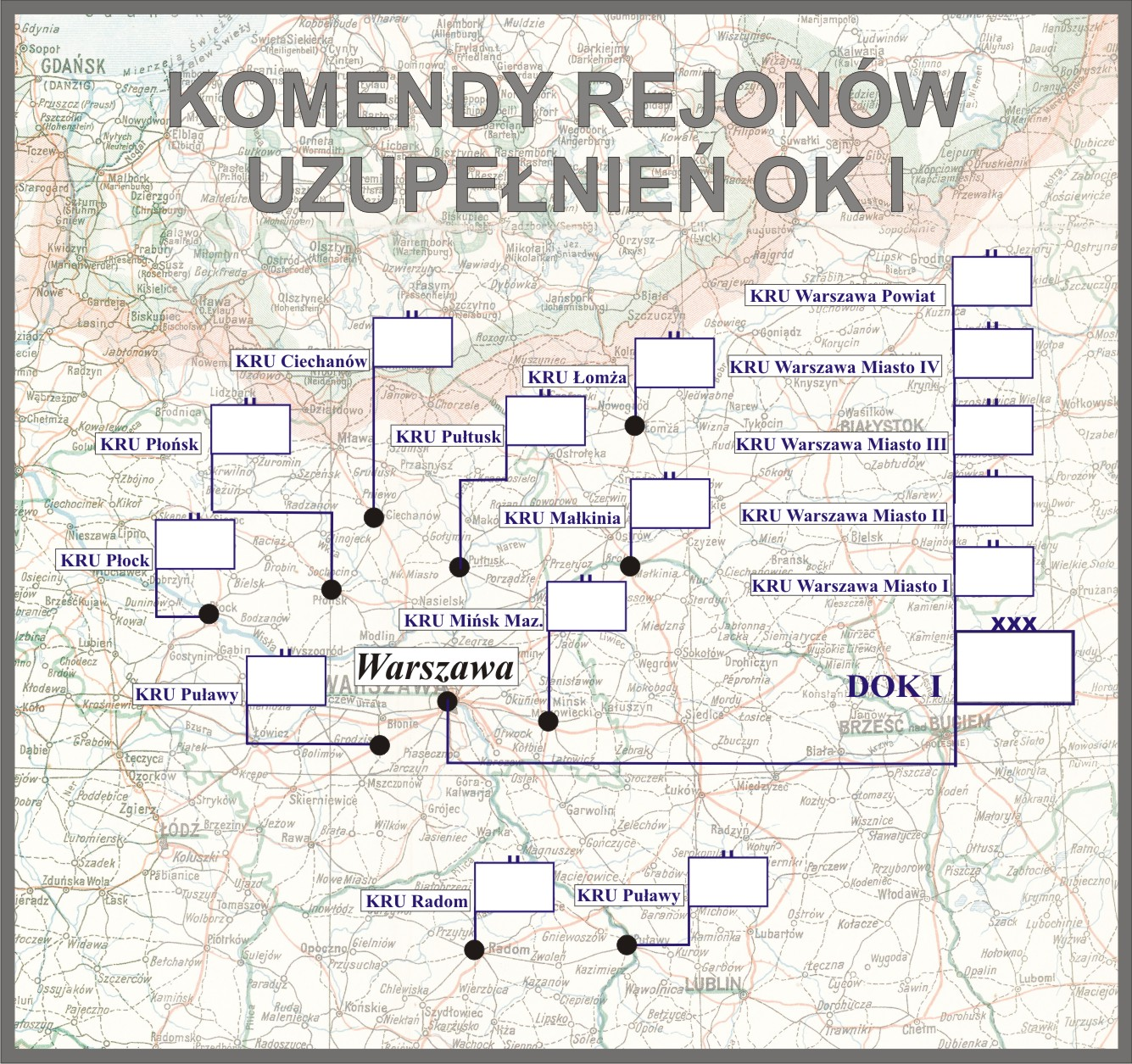
Komendy rejonów uzupełnień OK I

Komenda Rejonu Uzupełnień Radom (KRU Radom) – organ wojskowy właściwy w sprawach uzupełnień Sił Zbrojnych II Rzeczypospolitej i administracji rezerw w powierzonym mu rejonie.

## Historia komendy
W 1917 roku na terenie Radomia funkcjonował Główny Urząd Zaciągu.
Na podstawie rozporządzenia kierownika Ministerstwa Spraw Wojskowych płk. Jana Wroczyńskiego nr 144 z 27 listopada 1918 roku o organizacji władz zaciągowych została ustanowiona IV Powiatowa Komenda Uzupełnień w Radomiu dla Okręgu Wojskowego IV obejmującego powiaty: radomski, kozienicki, opatowski, sandomierski i iłżecki. Z chwilą wejścia w życie rozkazu i sformowania nowego PKU, Główny Urząd Zaciągu do Wojska Polskiego zobowiązany był przekazać całość dokumentacji tej PKU na obszarze której znajdował się. Bezpośrednią kontrolę nad PKU sprawowała Okręgowa Komendy Uzupełnień w Kielcach.
W czerwcu 1921 roku PKU 3 pp Leg. była podporządkowana Dowództwu Okręgu Generalnego „Kielce” i obejmowała swoją właściwością powiaty: radomski i iłżecki.
1 lutego 1922 roku w kasynie batalionu zapasowego 72 pp w Radomiu odbyło się zebranie oficerskie, w czasie którego dokonano wyboru władz miejscowego Koła Towarzystwa Wiedzy Wojskowej. Przewodniczącym wydziału koła został płk Sieleżyński, dowódca garnizonu i komendant PKU Radom. W zebraniu uczestniczyli oficerowie i urzędnicy z wszystkich oddziałów i zakładów wojskowych garnizonu: 28 pap, bateria zapasowa 28 pap, baon zapasowy 72 pp, II/72 pp, PKU i WWK.
18 listopada 1924 roku weszła w życie ustawa z dnia 23 maja 1924 roku o powszechnym obowiązku służby wojskowej, a 15 kwietnia 1925 roku rozporządzenie wykonawcze ministra spraw wojskowych do tejże ustawy, wydane 21 marca tego roku wspólnie z ministrami: spraw wewnętrznych, zagranicznych, sprawiedliwości, skarbu, kolei, wyznań religijnych i oświecenia publicznego, rolnictwa i dóbr państwowych oraz przemysłu i handlu. Wydanie obu aktów prawnych wiązało się z przejęciem przez władze cywilne (administracji I instancji) większości zadań związanych z przygotowaniem i przeprowadzeniem poboru. Przekazanie większości zadań władzom cywilnym umożliwiło organom służby poborowej zajęcie się wyłącznie racjonalnym rozdziałem rekruta oraz ewidencją i administracją rezerw. Do tych zadań dostosowana została organizacja wewnętrzna powiatowych komend uzupełnień i ich składy osobowe. Poszczególne komendy różniły się między sobą składem osobowym w zależności od wielkości administrowanego terenu.
W marcu 1930 roku PKU Radom była nadal podporządkowana Dowództwu Okręgu Korpusu Nr I w Warszawie i administrowała powiatami: radomskim i kozienickim. W grudniu tego roku komenda posiadała skład osobowy typ I.
31 lipca 1931 roku gen. dyw. Kazimierz Fabrycy, w zastępstwie ministra spraw wojskowych, rozkazem B. Og. Org. 4031 Org. wprowadził zmiany w organizacji służby poborowej na stopie pokojowej. Zmiany te polegały między innymi na zamianie stanowisk oficerów administracji w PKU na stanowiska oficerów broni (piechoty) oraz zmniejszeniu składu osobowego PKU typ I–IV o jednego oficera i zwiększeniu o jednego urzędnika II kategorii. Liczba szeregowych zawodowych i niezawodowych oraz urzędników III kategorii i niższych funkcjonariuszy pozostała bez zmian.
1 lipca 1938 roku weszła w życie nowa organizacja służby uzupełnień, zgodnie z którą dotychczasowa PKU Radom została przemianowana na Komendę Rejonu Uzupełnień Radom przy czym nazwa ta zaczęła obowiązywać 1 września 1938 roku, z chwilą wejścia w życie ustawy z dnia 9 kwietnia 1938 roku o powszechnym obowiązku wojskowym. Obok wspomnianej ustawy i rozporządzeń wykonawczych do niej, działalność KRU Radom normowały przepisy służbowe MSWojsk. D.D.O. L. 500/Org. Tjn. Organizacja służby uzupełnień na stopie pokojowej z 13 czerwca 1938 roku. Zgodnie z tymi przepisami komenda rejonu uzupełnień była organem wykonawczym służby uzupełnień .
Komendant rejonu uzupełnień w sprawach dotyczących uzupełnień Sił Zbrojnych i administracji rezerw podlegał bezpośrednio dowódcy Okręgu Korpusu Nr I, który był okręgowym organem kierowniczym służby uzupełnień. Rejon uzupełnień nie uległ zmianie i nadal obejmował miasto Radom oraz powiaty radomski i kozienicki.

## Obsada personalna
Poniżej przedstawiono wykaz oficerów zajmujących stanowisko komendanta Powiatowej Komendy Uzupełnień i komendanta rejonu uzupełnień oraz wykaz osób funkcyjnych (oficerów i urzędników wojskowych) pełniących służbę w PKU i KRU Radom, z uwzględnieniem najważniejszych zmian organizacyjnych przeprowadzonych w 1926 i 1938 roku.
| Komendanci                            | Komendanci              | Komendanci                                                 |
| ------------------------------------- | ----------------------- | ---------------------------------------------------------- |
| Stopień, imię i nazwisko              | Okres pełnienia funkcji | Kolejne stanowisko (dalsze losy)                           |
| ppłk Eugeniusz Lenartowicz            | 15 I – 21 VII 1919      | Stacja Zborna Warszawa                                     |
| kpt. Józef Zabielski                  | p.o. VII – IX 1919      |                                                            |
| ppłk Henryk Kamiński                  | IX 1919 – X 1920        |                                                            |
| płk Wiktor Sopoćko                    | X 1920 – 18 II 1921     |                                                            |
| płk Marian Sieleżyński                | 18 II – 29 V 1921       |                                                            |
| płk Bohdan Rudolf                     | od 29 V 1921            |                                                            |
| płk Marian Sieleżyński                | IX 1921 – 19 IX 1922    | szef Poborowy DOK I                                        |
| ppłk Ludwik Postępski                 | 1 IX 1922 – IV 1928     | dyspozycja dowódcy OK I                                    |
| ppłk tab. Julian Padjak               | XI 1928 – XII 1929      | rejonowy inspektor koni we Lwowie                          |
| mjr piech. Józef Andrzej Światłowski  | III 1930 – 31 VIII 1935 | stan spoczynku                                             |
| mjr piech. Marian Franciszek Kowalski | 1939                    | internowany na Węgrzech, a następnie w niemieckiej niewoli |

| Obsada personalna PKU Radom IV w styczniu 1919 roku | Obsada personalna PKU Radom IV w styczniu 1919 roku |
| --------------------------------------------------- | --------------------------------------------------- |
| komendant                                           | ppłk Eugeniusz Lenartowicz                          |
| zastępca komendanta                                 | kpt. Bolesław Gontarski                             |
| naczelnik kancelarii                                | ppor. Stanisław Kochański                           |
| oficer gospodarczy                                  | urzędnik wojsk. Julian Pomorski                     |
| oficer ewidencyjny na powiat radomski               | por. Alfred Święcicki                               |
| oficer ewidencyjny na powiat kozienicki             | ppor. Zbigniew Osostowicz                           |
| oficer ewidencyjny na powiat opatowski              | por. Eustachy Koenig                                |
| oficer ewidencyjny na powiat sandomierski           | pchor. Władysław Pilecki                            |
| oficer ewidencyjny na powiat iłżecki                | ppor. Ryszard Neuman                                |

| Obsada pozostałych stanowisk funkcyjnych PKU w latach 1921–1925 | Obsada pozostałych stanowisk funkcyjnych PKU w latach 1921–1925 | Obsada pozostałych stanowisk funkcyjnych PKU w latach 1921–1925 | Obsada pozostałych stanowisk funkcyjnych PKU w latach 1921–1925 |
| --------------------------------------------------------------- | --------------------------------------------------------------- | --------------------------------------------------------------- | --------------------------------------------------------------- |
| I referent                                                      | por. piech. Karol Jakóbiec                                      | do 29 IX 1923                                                   | 3 pp Leg.                                                       |
| I referent                                                      | por. kanc. Artur Wiktor                                         | 29 IX 1923 – X 1925                                             | II referent                                                     |
| I referent                                                      | mjr piech. Bronisław Krąkowski                                  | X 1925 – II 1926                                                | kierownik I referatu                                            |
| II referent                                                     | por. piech. Stanisław III Paprocki                              | do 23 V 1923                                                    | 76 pp                                                           |
| II referent                                                     | ppor. rez. czas. pow. do sł. czyn. Artur Wiktor                 | 23 V – 29 IX 1923                                               | I referent                                                      |
| II referent                                                     | urzędnik wojsk. XI rangi / por. kanc. Bolesław Jaskulski        | 28 IX 1923 – X 1925                                             | młodszy referent                                                |
| II referent                                                     | por. kanc. Artur Wiktor                                         | X 1925 – II 1926                                                | kierownik II referatu                                           |
| oficer instrukcyjny                                             | por. piech. Bronisław Bielawski                                 | 1923 – III 1926                                                 | 72 pp                                                           |
| oficer ewidencyjny na powiat kozienicki                         | urzędnik wojsk. X rangi / por. kanc. Stanisław I Mazur          | 1923 – 1924                                                     |                                                                 |
| oficer ewidencyjny na powiat radomski                           | urzędnik wojsk. XI rangi Bolesław Jaskulski                     | do 28 IX 1923                                                   | II referent                                                     |
| oficer ewidencyjny na powiat radomski                           | urzędnik wojsk. XI rangi Antoni Górka                           | od 28 IX 1923                                                   |                                                                 |
| oficer ewidencyjny na powiat radomski                           | por. kanc. Jan Grochowski                                       | 1924 – X 1925                                                   | Komenda Obozu Warownego Modlin                                  |
| Obsada pozostałych stanowisk funkcyjnych PKU w latach 1926–1938 |                                                                 |                                                                 |                                                                 |
| kierownik I referatu administracji rezerw i zastępca komendanta | mjr piech. Bronisław Krąkowski                                  | II 1926 – II 1927                                               |                                                                 |
| kierownik I referatu administracji rezerw i zastępca komendanta | mjr piech. Edward Zygmunt Żarski                                | VIII 1927 – II 1929                                             | dyspozycja dowódcy OK I                                         |
| kierownik I referatu administracji rezerw i zastępca komendanta | mjr piech. Józef Andrzej Światłowski                            | p.o. III 1929 – III 1930                                        | komendant PKU                                                   |
| kierownik I referatu administracji rezerw i zastępca komendanta | kpt. piech. Władysław Kubicki                                   | VI – IX 1930                                                    | dyspozycja dowódcy OK I                                         |
| kierownik I referatu administracji rezerw i zastępca komendanta | kpt. piech. Franciszek Sowiński                                 | IX 1930 – 31 XII 1935                                           | stan spoczynku, †1940 Charków                                   |
| kierownik II referatu poborowego                                | por. kanc. Artur Maksymilian Eugeniusz Tadeusz Wiktor           | II 1926 – 31 III 1931                                           |                                                                 |
| kierownik II referatu poborowego                                | por. piech. Stefan Traczewski                                   | II 1931 – 31 XII 1935                                           | stan spoczynku                                                  |
| referent                                                        | por. kanc. Bolesław Jaskulski                                   | II 1926 – IX 1930                                               | kierownik kancelarii 3 DP Leg.                                  |
| Obsada pozostałych stanowisk funkcyjnych KRU w latach 1938–1939 |                                                                 |                                                                 |                                                                 |
| kierownik I referatu ewidencji                                  | kpt. adm. (piech.) Władysław Aleksander Przybylski              |                                                                 | niemiecka niewola                                               |
| kierownik II referatu uzupełnień                                | kpt. adm. (piech.) Czesław Cierpicki                            |                                                                 |                                                                 |